# Mycosphaerella topographica
Mycosphaerella topographica är en svampart som först beskrevs av Sacc. & Speg., och fick sitt nu gällande namn av Gustav Lindau 1903. Mycosphaerella topographica ingår i släktet Mycosphaerella och familjen Mycosphaerellaceae.  Arten är reproducerande i Sverige. Inga underarter finns listade i Catalogue of Life.